# Shizuoka (stacja kolejowa)
Shizuoka (jap. 静岡駅 Shizuoka-eki) – stacja kolejowa w Shizuoce, w prefekturze Shizuoka, w Japonii. 
Została otwarta w 1889 roku. Znajdują się tu 4 perony. W 2006 dziennie obsługiwała 60 tys. pasażerów.